# 선자장
선자장(扇子匠)은 전통 부채를 만드는 기술과 그 기능을 보유한 장인을 말한다. 2015년 7월 8일 대한민국의 국가무형문화재 제128호로 지정되었다. 이외에도 전북특별자치도의 시도무형문화재 104호 역시 선자장이라 칭한다.

## 개요
「선자장(扇子匠)」은 전통 부채를 만드는 기술과 그 기능을 보유한 장인을 말한다. 우리나라의 부채는 형태상으로 크게 둥근 모양의 부채와 접고 펼 수 있는 접(摺)부채로 나눌 수 있다. 그 중 접부채인 합죽선(合竹扇)은 현재까지 전승되는 최고 수준의 정교함과 세련미를 갖춘 부채로서, 고려시대부터 나전, 금속, 칠, 옥공예 등과 접목되어 나라를 대표하는 공예품이었다.
합죽(合竹)이란 대나무의 겉대와 겉대를 붙여서 만든 것으로 고려시대에 대나무의 주산지인 전남 담양에서 처음 생산된 것으로 알려져 있다. 합죽선은 조선시대에는 전라감영이 있는 전주에서 선자청(扇子廳)이라는 관청의 장인들이 주로 제작하였고 외교나 대외무역에도 활용되었다.

## 같이 보기
- 부채

## 참고 자료
- 선자장 - 국가유산청 국가유산포털